# HD 53143
Désignations
HD 53143 est une étoile de la séquence principale de type spectral G9 (naine jaune) située dans la constellation de la Carène à environ 18,36 pc (∼59,9 al) du Soleil. Elle est entourée d'un disque de débris.

### Sources
- (en) Cet article est partiellement ou en totalité issu de l’article de Wikipédia en anglais intitulé « HD 53143 » (voir la liste des auteurs).